# Vanesa Cejudo
Vanesa Cejudo Mejías (Madrid 3 de septiembre de 1975) es una socióloga española feminista, investigadora y crítica de cultura visual contemporánea.  Su tesis doctoral lleva el título "La mediación cultural: Mecanismos de porosidad para construir cultura contemporánea sostenible" dirigida por el artista y doctor Isidro López Aparicio. Esta tesis tiene su aplicación práctica desde 2016 a través del proyecto Making Art Happen, abriendo espacios de encuentro con el arte contemporáneo, dentro de contextos cotidianos como la universidad, colegios, las familias.

## Formación
Estudió Sociología y Master de Sociedad de la Información en la Universidad Pontificia de Salamanca en Madrid. Continúa sus estudios formándose como Técnico Superior de Artes Plásticas y Diseño en las Artes Aplicadas de la Escultura, en la Escuela de La Palma de Madrid.  Presenta su tesis doctoral en la Facultad de Arte de la Universidad de Granada doctorándose en Historia y Artes en el año 2016.

## Desarrollo profesional
Ha ejercido como Profesora en la universidad UPSAM, creado la plataforma Exprimento Limón y como mediadora cultural en Pensart. Los ejes de acción de su práctica profesional son: La Educación, Las Nuevas Tecnologías, y la Creación Contemporánea.  
Ha realizado proyectos internacionales a través de diferentes becas AECID del Ministerio de Cultura Español y el Ministerio de Asuntos Exteriores en Áfricaː Senegal y Angola y en Latino Américaː Guatemala y Venezuela.
La Educación la desarrolla mediante la creación de talleres de acercamiento al arte y a la creatividad para todos lo públicos. La tecnología como un eje vertebrador de planteamientos activos para la transformación social y la cultura visual. Y la tercera línea es el compromiso con la Creación Contemporánea, para ello desarrolla su actividad de mediación artística en la organización Pensart, con la labor dentro de la Junta directiva de la asociación MAV Mujeres en las Artes Visuales.
Reside en Londres trabajando como crítica y mediadora cultural en la revista Brit-Es Magazine (Británicos -Españoles). Es miembro de la Junta directiva de la asociación MAV Mujeres en las Artes Visuales, organizando junto con la plataforma Brit-Es la Bienal Mujeres Visuales  2018 en dicha ciudad. Además, activa proyectos artísticos en torno a problemáticas comunes a los ingleses y los españoles. Un ejemplo de ello es "Dreaming into measures of “exchange”" sobre el actual BREXIT y sus consecuencias. Y continua generando espacios de acceso a los procesos artísticos contemporáneos a través de Making Art Happen en Londres y en Madrid.
En el año 2015 fue miembro de Comité de expertos para la conceptualización y diseño del Encuentro de Cultura Local y Construcción de Ciudadanía. Ministerio de Educación, Cultura y Deporte español a través de la Dirección General de Política e Industrias Culturales y del Libro. 
Desde el año 2015 forma parte de la Junta Directiva de MAV. Mujeres en las Artes Visuales. 
Ha sido en el año 2017 Miembro del Jurado del Premio Nacional de Artes Plásticas en representación de MAV. Gobierno de España.
En 2017 formó parte de la plataforma "De los eventos a los procesos. Travesías para activar la cultura local.
Ha desarrollado la aplicación "Development of an Application to Support WEB Navigation".  El ejercicio político del acto de mirar con el artista activista Isidro López Aparicio.

### Ensayos y artículos
- Ha publicado el ensayo "Una habitación propia para las mujeres en las artes visuales"  .[7]

La construcción de significados modela la narración de nuestro ecosistema relacional. Es fundamental por lo tanto, poder identificar los dispositivos y las estructuras hegemónicas que hacen perpetuar década tras década, un relato androcéntrico que supone la invisibilización de las creaciones que la otra mitad de la humanidad, genera. A través de diferentes estructuras feministas dentro de las artes visuales, se pretende mostrar otras formas de hacer dentro del sector, con el eje central de la asociación Mujeres en las Artes Visuales, siguiendo con otros ejemplos internacionales como la galería cooperativa A.I.R. de Nueva York  y el movimiento Guerrilla Girls también de Norteamérica. De esta manera podemos imaginar  desde un posicionamiento feministaː la creación visual contemporánea, la forma de gestionar este patrimonio visual, y su relación con el mercado; formas de hacer en el arte que difieren con las maneras hegemónicas del patriarcado; hablamos de formas de cooperación, de visualización en red y de optimización de recursos.
Vanesa Cejudo

- -Cejudo, V (1998) La Contradicción del Individualismo del Hombre en una Sociedad Global. Revista Sociedad y Utopía.
- -Cejudo, V y Campoy, E(2012) Mecanismos de Porosidad: Intersecciones entre arte, educación y territorio QUAM 2012. ACVIC. Centro de Arte Contemporáneo Vic. España ISBN 978-84-940622-1-6 Edición catalán y castellano
- -Cejudo, V. y López-Aparicio, I. (2016) Prácticas artísticas colectivas ante nuevos escenarios sociopolíticos. Procesos participativos, de autogestión y colaboración en el contexto. Kul-tur ISSN-e: 2386-5458[8]
- -Cejudo, V (2018) Libro: La Mediación Cultural en las Artes Visuales. Pensando en la Cultura del Mañana. Editorial Académica Española. ISBN 978-620-2-17024-6
- -Cejudo, V (2018) Una Habitación Propia para las Mujeres en las Artes Visuales. Dossiers Feministes. UJI.  ISSN: 1139-1219 e-ISSN: 2340-4930
- -Cejudo, V (2018) Arte Contemporáneo y Redes: Actores, Canales, Estrategias. EcoArtLab, Genalguacil 2017. Los Interventores Editorial
- -Cejudo, V. (2018) La Mediación Cultural: Un ejercicio para posibilitar una cultura contemporánea. Secretaría General de  Cooperación Cultural con las Comunidades Autónomas . Ministerio de Educación, Cultura y Deporte.[9]
- -Cejudo, V. y López-Aparicio, I. (2018) El ejercicio político de mirar. Revista Internacional de Ciencias Sociales Interdisciplinares. ISSN: 2474-6029 (versión impresa) ISSN: 2254-7207 (versión electrónica)[10]
- Manifiesto. Making Art Happen (2019)  {Con} Tensión Editorial ISBN 978-607-29-1261-8

## Mediación Cultural
- - Making Art Happen. Ideado por Exprimento Limón, es un “proyecto-dispositivo” que se acciona en los lugares donde es necesario pensar la imagen. Movido por la filosofía de integrar el arte visual contemporáneo dentro del quehacer cotidiano, activa experiencias artísticas en las aulas para pensar activamente una asignatura a través del arte.[11]
  - Art Clinic. Cejudo idea junto al equipo de pensart.org el proyecto Art Clinic. Es un proyecto específicamente dirigido a artistas y agentes del sector de las artes visuales. La filosofía del proyecto se sitúa entre el servicio de asesoramiento profesional y la práctica desarrollada por una estructura de mediación artística, aplicando metodologías de investigación basadas en la excelencia. Art Clinic es un dispositivo de investigación y puesta en valor de lo creativo, que genera un contexto reflexivo y práctico sobre nuevas formas de producción artística y emprendizaje cultural.[12]
  - Lab latino, proyecto iniciativa de Pensart (España)  y Arte Actual Flacso (Ecuador) en colaboración con Gescultura (Ecuador) , con los nodos de Ciudad de la Imaginación (Guatemala) y Materia Gris (Bolivia).  Como respuesta a los contextos específicos de las distintas sedes y al contexto regional, lab latino desarrolla una serie de metodologías, herramientas y actividades para fomentar la diversidad de las expresiones artísticas de la región, revalorando el potencial simbólico de la cosmovisión indígena y combatiendo un falso estereotipo homogenizante del llamado “arte latinoamericano”, pero sin caer en prácticas de auto-exotización, en donde lo diferente o “lo exótico” toma valor per se, por el “simple” hecho de ser diferente.[13]
  - Intransit. Pensart idea la plataforma de creadores universitarios, nace en 2010 con el objetivo prioritario de relacionar de una manera eficaz a los creadores en fase de formación universitaria y recién licenciados con los agentes culturales que operan en el sector. Y realiza las ediciones de  2010, 2011 y 2012.
  - IsThis Spain? Proyecto ideado por Pensart, Es un proyecto de mediación cultural y un Archivo visual que indaga a través de la práctica artística contemporánea sobre la identidad española, iniciativa de Pensart, con el apoyo del Instituto Cervantes y el Ministerio de Educación, Cultura y Deporte de España. itinera por Londres, Oporto, Roma, Milán, Nápoles, Brasilea, Sao paulo, Cracovia, Dublín.[14]
  - Welcome to London, es un proyecto que pretende dar la bienvenida, cobijo y sinergias a aquellas personas del mundo del arte y la cultura que vayan a desarrollar un proyecto en Londres y que por las circunstancias tan peculiares de esta ciudad, necesiten de un tiempo de acogida para cuidar que la experiencia sea lo más valiosa posible, y de paso, porque no, enriquecer el tiempo de quien llega, y quien acoge.

## Enlaces
Connecting Research and Researchers https://orcid.org/0000-0002-8756-3919
- Datos: Q60827200
- Multimedia: Vanesa Cejudo / Q60827200